# 海藍
海藍（はいらん）は日本の漫画家。広島県出身。主に、芳文社の4コマ漫画専門誌などで作品を発表している。

## 年譜
- 2000年9月12日 - 『路を歩めば。』が芳文社の雑誌『まんがタイムジャンボ』（月刊）の「新人4コマ鑑定団」コーナーにゲスト掲載される（3ページ）、本作品は、同年11月と翌2001年2月の同誌にも掲載された。
- 2001年7月12日 - 『おきらくデジタルママ』が『まんがタイムジャンボ』の「新人4コマ鑑定団」コーナーにゲスト掲載される（3ページ）。
- 2001年8月11日 - 『ママはトラブル標準装備!』が『まんがタイムジャンボ』の「爆笑4コマバトル」コーナーに掲載される（1本）。
  - 「新人4コマ鑑定団」「爆笑4コマバトル」は、『まんがタイムジャンボ』で行われていた、新人作家数名の作品を、1名あたり1～2本掲載し、読者投票によって優劣を争う、という趣旨のコーナーでコーナー名やルールは時折変更されているが、趣旨は同じである。『ママはトラブル標準装備!』は、このコーナーに2003年3月までほぼ毎号掲載され続けた。
- 2002年2月13日 - 『ママはトラブル標準装備!』が芳文社の雑誌『まんがタイムラブリー』（月刊）においてゲスト掲載される。
- 2002年3月13日 - 『特ダネ三面キャプターズ』の連載が『まんがタイムラブリー』において開始される。
- 2002年5月17日 - 『トリコロ』の連載が、芳文社から新たに創刊された雑誌『まんがタイムきらら』（月刊）において開始される。
- 2002年7月12日 - 『ママはトラブル標準装備!』が『まんがタイムジャンボ』においてゲスト掲載され、以後もゲスト扱いではあるが翌2003年3月までほぼ毎号掲載され、その後も隔月で掲載され続けた。
- 2002年9月9日 - 『まんがタイムきらら』において、『トリコロ』が表紙となる。
  - 同誌では、この号から2004年4月まで20号にわたって連続して『トリコロ』が表紙を飾り、本作品は同誌の看板作品となった。
- 2002年9月17日 - 『トリコロ』の連載が、芳文社の雑誌『まんがタイムナチュラル』（不定期刊）においても開始される。
- 2002年12月21日 - 『トリコロ』が、芳文社の雑誌『まんがタイムスペシャル』（月刊）においてゲスト掲載され、翌2003年4月と10月にもゲスト掲載された。
- 2003年7月26日 - 初単行本『トリコロ』第1巻が、芳文社より新設されたレーベル「まんがタイムきららコミックス」の1冊目として発売される。
  - 本レーベルについてはまんがタイムきらら#まんがタイムKRコミックスの項も参照のこと。
- 2003年8月18日 - 『トリコロ』の『まんがタイムナチュラル』での連載が、廃刊に伴い終了となり、以後、『トリコロ』は『まんがタイムきらら』1誌のみでの連載となる。
- 2003年11月12日 - 『ママはトラブル標準装備!』の連載が終了する。
  - この回は、これまでの本作品の抜粋再録であった。その前回（同年9月）は、新たに登場人物が追加され、本作品が新たな展開を迎えることを予想させるものであった（詳細は本作品の記事を参照）だけに、ファンにとってはとりわけ断絶感の大きい打ち切りとなった。
- 2004年1月13日 - 『特ダネ三面キャプターズ』の『まんがタイムラブリー』での連載が休載となる。
  - 休載となることはこの号では予告されていなかったが、通常は連載作家全員の名が記されている次号予告のページに海藍の名は記されておらず、以降も連載が再開されることは無かった。
- 2004年2月9日 - 『トリコロ』の連載が、この日発売の『まんがタイムきらら』を最後に休載となる。
  - この号では、『トリコロ』が次号休載となることは予告されていたが、次号以降も休載は続き、連載再開には半年を要した。
- 2004年3月27日 - 『トリコロ』第2巻が発売される。
- 2004年5月24日 - 芳文社から新たに創刊された雑誌『まんがタイムきららMAX』において、『まんがタイムきらら』に連載を持つ作家9名が『トリコロ』をパロディ化した競作企画『トリパロ』が掲載される。
- 2004年6月23日 - 『トリコロ』のドラマCDが、キングレコードの「スターチャイルドレーベル」より発売される。
  - 芳文社の4コマ誌に連載されている漫画作品としては、初めてのドラマCD化となる。
  - このCDのTVCMも放送された。が、CM中の原作者表記が海監（正しくは藍）となっており、誤表記のあるまま放送されてしまった。
- 2004年8月9日 - 『トリコロ』の連載が、『まんがタイムきらら』において再開される。
  - これ以降も、時折散発的に休載している。
- 2004年10月23日 - 『トリコロ』が、芳文社の雑誌『まんがタイムきららキャラット』（隔月刊）においてゲスト掲載される。
- 2005年1月26日 - 『WTO』が、メディアワークスの雑誌『電撃帝王』（『電撃大王』増刊）にゲスト掲載される。
  - 芳文社以外の雑誌への作品掲載は、本作品が初めてとなる。
- 2005年4月23日 - 『トリコロ』が『まんがタイムきららキャラット』の月刊化記念としてゲスト掲載されるが再び長期休載となり、本作の芳文社雑誌への掲載はこれが最後となった。
- 2005年5月13日 - 『特ダネ三面キャプターズ』の連載が、『まんがタイムラブリー』において再開される。
  - 約1年4ヶ月ぶりの連載再開となるが、次号より再び休載に。次号予告のページからも海藍の名が削除されていた。同年9月号に掲載されるも、10月号以降再開されることはなかった。
- 2005年9月21日 - 『クラビら。』が、メディアワークスの雑誌『電撃大王』にゲスト掲載される。
  - 4コマではない形式の商業誌への作品掲載は、本作品が初めてとなる。
- 2005年12月25日 - 自身ホームページにて『トリコロ』掲載誌変更を発表。
  - 芳文社刊『まんがタイムきらら』からメディアワークス刊『電撃大王』に。
  - 同時に『特ダネ三面キャプターズ』の『まんがタイムラブリー』における連載再開、同作品の単行本発売（2006年2月27日）の告知あり。
- 2006年2月27日 - 『特ダネ三面キャプターズ』のコミックス1巻が発売される。
- 2006年4月21日 - 『電撃大王』6月号にて表紙を飾り、『トリコロ』再開の形で連載開始する。
- 2006年6月20日 - 「灼眼のシャナ」コミックス単行本第2巻初回限定版「灼眼のシャナII with “GRIMOIRE”」別冊付録「GRIMOIRE」に、6ページの4コマ作品『7/11（火）』を寄稿。なお、本書は実際には6月17日頃に発売されている。
- 2008年2月27日 - メディアワークスから「トリコロ MW-1056」第1巻（特装版）が発売される。表紙は芳文社時代からの流れで由崎多汰美。特装版には「稀刊twelve 2008年13月号」が同梱されており、演出上「トリコロ」の単行本が「twelve」の付録という体裁になっている。これらは分売不可で、1,200円となっている。
- 2008年3月10日 - メディアワークスから「トリコロ MW-1056」第1巻の通常版が発売された。
- 2008年3月23日 - これ以前にも休載が目立っていたが、自らのHPで持病の腫瘍除去の手術と入院によるしばらくの作業及び更新の中断を表明。
- 2009年6月号の『電撃大王』より、『トリコロ』連載再開。
- 2009年7月号の『電撃大王』で『トリコロ』の休載と不定期掲載化の告知。その後も再開の目処は立っておらず、事実上の打ち切りとなっている。
- 2009年8月号の『電撃大王』より、『特ダネ三面キャプターズ』連載再開。
- 2011年8月号の『電撃大王』で、次回をもって『特ダネ三面キャプターズ』の連載終了が発表された。
- 2011年9月号の『電撃大王』で『特ダネ三面キャプターズ』休載。そのまま「作者病気」を理由とした連載終了となった。

- 2014年4月現在、雑誌等での連載再開は未だなされていないものの、本人が運営するサイト「セラミックガーリー」にて不定期ながらイラストや4コマを掲載している。

## 連載中の作品リスト
各作品の詳細は、それぞれの記事を参照のこと。

### 『トリコロ』
- 掲載誌 - 以下芳文社刊
  - 2002年- まんがタイムきらら（2004年4月号から同年8月号までは休載。2005年10月の時点で掲載雑誌から海藍の名前は削除された）
  - 2002年-2003年、まんがタイムナチュラル
  - 『まんがタイムスペシャル』でも不定期ゲスト掲載
- 2006年より掲載誌移動 - メディアワークス刊
  - 電撃大王 - 2006年4月より再開
- 単行本
  - 芳文社「まんがタイムKRコミックス」
    1. （2003年） ISBN 4-8322-7501-1
    2. （2004年） ISBN 4-8322-7505-4

  - メディアワークス「電撃コミックスEX」（「トリコロ MW-1056」として刊行）
    1. （2008年） ISBN 978-4-8402-4215-8
- その他
  - コミックスイメージアルバム（ドラマCD）販売元：キングレコード KICA-640
  - トリコロプレミアム ―トリコロビジュアルファンブック― ISBN 4-8322-7513-5
  - 稀刊twelve（トリコロ MW-1056第1巻特装版に同梱）

## 連載が終了した作品リスト

### 『ママはトラブル標準装備!』
- 掲載誌 - 芳文社刊
  - 2002年-2003年、まんがタイムジャンボ
  - 2002年 まんがタイムラブリー（ゲスト掲載）

### 『特ダネ三面キャプターズ』
- 掲載誌 - 芳文社刊
  - 2002年-2005年 まんがタイムラブリー（2004年3月号から2005年5月号までは休載され、6月号、9月号に掲載ののち再休載）
- 2006年より掲載誌移動 - メディアワークス刊
  - 電撃大王 - 2009年8月号-2011年8月号
- 単行本
  - 2006年2月27日発売 ISBN 4-8322-7563-1

## 読み切り作品・ゲスト掲載作品リスト

### 『WTO』
雑誌『電撃帝王』VOLUME.4 2005 WINTER（『電撃大王』2005年3月号増刊、メディアワークス刊）に、読み切りとして掲載。また、同誌特別付録「2005年度版スクールカレンダー」に、6月分としてカラーイラストを1枚収録。

### 『クラビら。』
雑誌『電撃大王』2005年11月号（メディアワークス刊）に、オールカラー4ページの読み切りとして掲載。海藍初のコマ割り（4コマではない）漫画である。

## 稀刊twelve
メディアワークスから2008年2月27日に発売された、「トリコロ MW-1056」第1巻特装版に同梱されていた冊子で、一般的なコミックスと同様の製本がされている。「トリコロ MW-1056」第1巻との分売は不可で、1,200円。162頁。
「ママはトラブル標準装備!」を始め、単行本として発表する機会がなかった作品が数多く収録されている。
あくまで架空の雑誌の体裁となっていて、
明治96年13月32日発行（不定期発行）
第三種郵便物不可
（株）ロングキルト（長織の意と思われる）
発行人／海藍 編集人／妖精
〒25C-4130 長織県長織市東大園1-12
お問い合わせ番号は電話帳で検索ください
と、ウラ設定までユーモアあふれるものとなっている。
ただし、表紙にあるような特集やコラム記事は一切ない。
原稿紛失などで初出雑誌から復元したページもあり、再現度に難があるページも存在する。

### 掲載作品
- トリコロ（芳文社時代の単行本未収録分。ただしその全てを掲載したわけではない）
- 路を歩めば。
- ひとつやねのしたで
- みそじのさあやはいきおくれ
- 神をも恐れぬミコバイター
- 喫茶ルマンでピットイン
- さより天然モノ
- 私立凪沢高校用務日誌
- 風紀委員が行く!
- イマドキオバケセイカツ
- ゲンキのクスリあります
- そら色レシピ
- おきらくデジタルママ
- ママはトラブル標準装備!

## その他
かつて、本人の運営しているサイト（「tnpp」）があったのだが、掲示板がたびたび荒らされるような事情から「tnpp」のトップページには「無断リンク禁止」と表示してあったが新サイト「セラミックガーリー」には「無断リンク禁止」等の記述はない。現在「tnpp」は閉鎖されている。Internet Archiveに残っていた、過去のキャッシュも失われている。
師走冬子らと親交がある。

### 描写上の特徴
作中に登場する携帯電話や食品、店舗や自動車（登場人物の自家用車は言うに及ばず単なる通過車両までも。広島県出身だからか、マツダの車が多い。キャラの服にはマツダ絡みのロゴが描かれている事も）など、商標の関係上多くはロゴを変えてはいるがそのモデルが確実に特定できるほどの書き込みが細かい。
カーレースが好きなのかそれに関係したネタや登場人物名が随所に登場する。
女性キャラクターの瞳を非常に大きく描き、髪型も瞳を隠さないような型になっている。
汗マークは素肌（顔や手の甲など）にはほとんど現れず、髪やヘルメット（郵便配達人など）などに現れる。ちなみに発汗しない犬や猫にも汗マークが出る。
ペットなどの動物キャラクターの多くは人語を解し、時には人間のような行動を取る傾向が強い。
登場する大人キャラクターは一定の能力には秀でているものの、どこか抜けたところのある「ダメ大人」が多い。またそれに関連して、親子関係において「子が親を叱る」という場面が顕著である。
作中で使用される悲鳴は「フォアッ!!?」「ヴァー!!」「フォエッ!!?」「ギャーム!!」など特徴的なものが多い。
各4コマのサブタイトル（小見出し）は、多少難解なものをつけることが多い。
後期は女性の胸部、腰部、股間など性的な部分を強調する絵の描写が多い。